# Exceptio non numeratae pecuniae
Die exceptio non numeratae pecuniae (Einrede der unterlassenen Auszahlung) war ein Spezial- und Unterfall der römisch-rechtlichen Einrede des Rechtsmissbrauchs, der exceptio doli. Mit ihr wandte sich der Schuldner gegen die Klage des Gläubigers auf Rückzahlung einer Darlehensforderung, die tatsächlich nie zur Auszahlung gekommen war.
Der Schuldner hatte in diesem Fall ein grundsätzliches Problem, denn die exceptio doli versagte dafür ihren Dienst. Sie verlangte von ihm, dass er Beweis für seine Behauptung anträte, die Darlehensvaluta nicht erhalten zu haben. Dieser Nachweis misslang ihm regelmäßig und insbesondere bei den weit verbreiteten verbalvertraglichen Rechtsgeschäften der Stipulation (obligatio verbis contracta). Kernmerkmal derartiger Vertragstypen war, dass sie auf förmlicher Mündlichkeit beruhten und nicht mit schriftlichen Nachweismitteln abgesichert wurden. Während der klassischen Zeit wuchs das Verständnis für ein grundsätzliches Schutzbedürfnis des Darlehensnehmers. Die daraufhin neu geschaffene exceptio non numeratae pecuniae ermöglichte es dem Schuldner, sich nachhaltiger vor ungerechtfertigter Inanspruchnahme aus dem Rückzahlungsversprechen zu schützen. Der besondere Mechanismus dieses Einredetyps lag in einer implementierten Beweislastumkehr; nunmehr hatte der Gläubiger nämlich zu beweisen, dass er die Darlehensvaluta ausgebracht hatte, was regelmäßig ihm nun misslang.
Die Einrede wurde anfänglich auf ein Jahr befristet, unter Diokletian auf fünf Jahre und bei Justinian auf zwei Jahre. Insoweit war das Rechtsschutzbedürfnis des Schuldner davon abhängig, dass die Klage nicht erst nach Fristende erhoben würde. Um die Rechtslücke zu schließen, wurde dem Schuldner ein Initiativrecht eingeräumt, mittels Anfechtungsklage die unterlassene Auszahlung zu Fall zu bringen (querela non numeratae pecuniae). Unter Justinian genügte letztlich schriftlicher Protest des Schuldners.
Die exceptio erinnert an die Bereicherungseinrede des modernen Wechselrechts.